# HD 90170
HD 90170，又名CD-41 5833，SAO 222016、HR 4087，是一颗恒星，视星等为6.27，位于銀經275.64，銀緯12.96，其B1900.0坐标为赤經10h 19m 23.8s，赤緯-41° 12.96′ 50″。